# Sacré-Coeur-de-Jésus
| Sacré-Coeur-de-Jésus         |                       |
| Coordenadas: 46°13'N 71°05'W |                       |
| Província                    | Quebec                |
| Região administrativa        | Chaudière-Appalaches  |
| Incorporado em               | 6 de dezembro de 1902 |
| Prefeito                     | Guy Roy               |
| Código postal                | G0N 1G0               |
|                              |                       |
| Área                         |                       |
| - Cidade                     | 103,85 km², 40,1 mi²  |
| Fuso horário                 | UTC -5                |
| População (2006)             |                       |
| - Cidade                     | 543                   |
| - Densidade                  | 5 hab/km², 14 hab/mi² |

Sacré-Coeur-de-Jésus é uma frequesia canadense do conselho municipal regional de Les Appalaches, Quebec, localizada na região administrativa de Chaudière-Appalaches. Em sua área de pouco mais de 103 km², habitam cerca de quinhentas pessoas. Foi nomeada em homenagem ao Sagrado Coração de Jesus.